# Chiesa di San Bartolomeo Apostolo (Nocera Superiore)
La chiesa di San Bartolomeo Apostolo, meglio nota come Chiesa di San Ciro è un edificio religioso di Nocera Superiore.
Fa parte della forania di Nocera Superiore-Roccapiemonte, nella Diocesi di Nocera Inferiore-Sarno.

## Ubicazione
Si trova ad ovest del borgo di Pareti, alla periferia di Nocera Superiore, ai piedi del Monte Albino.

## Struttura
Il complesso attuale presenta una sola navata, con l'abside rivolto ad Est rispetto all'entrata. Inoltre vi è una cappella della confraternita del Santissimo Nome di Dio, al di sotto della stessa c'è un passaggio che conduceva verso la cattedrale di Nocera, adibito a sepoltura dei confratelli e noto localmente come Sotto i morti.
La struttura contiene l'effigie del santo patrono di Nocera Superiore, san Ciro. Dal 1883, nella chiesa è presente reliquia ossea del santo, autenticata dal Vescovo dell'epoca il cavese Francesco Vitagliano.

## Storia
Eretta intorno al 1450, probabilmente in sostituzione della più antica chiesa di San Marcello, era tra le chiese più importanti di Nocera Corpo, seppur sotto la tutela della cattedrale di Nocera, dal 1588 è sede parrocchiale. Inizialmente presentava una struttura a tre navate, con accesso orientale e due cappelle laterali. Nel XVIII secolo venne ristrutturata riducendone le dimensioni, demolendo le cappelle laterali, di cui sono visibili tracce nei locali che ne furono poi ricavati. Al suo interno spiccava la Deposizione di Angelo Solimena (oggi conservata presso il Museo diocesano di Nocera Inferiore), insieme alla fonte battesimale e due statue di angioletti poste ai lati dell'altare maggiore, trafugate nel XXI secolo; accanto alla chiesa vi è la cappella della confraternita. Lesionata gravemente nel 1980, dopo una ristrutturazione, è stata riaperta nel 2016.